# Tri topolja na Pljusjjikhe
Tri topolja na Pljusjjikhe (russisk: Три тополя на Плющихе) er en sovjetisk spillefilm fra 1967 af Tatjana Lioznova.

## Medvirkende
- Tatjana Doronina som Njura
- Oleg Jefremov som Sasja
- Hikmat Latypov som Sadyk
- Vjatjeslav Sjalevitj som Grisja
- Valentina Telegina som Fedosija Ivanovna